# Morpho peleides
Morpho peleides is een vlinder uit de onderfamilie Satyrinae.

## Kenmerken
De onderzijde van de vleugels is bruingekleurd met oogvlekken. De bovenzijde van de vleugels van het vrouwtje is bruin, terwijl dit bij het mannetje blauw is. Deze blauwe vlinder heeft een spanwijdte tussen de 95 en 120 millimeter. De vleugelranden zijn zwart met witte vlekken.

## Leefwijze
Volwassen vlinders leven voornamelijk van sappen uit rottend fruit en beschadigde bomen.

## Verspreiding en leefgebied
Deze soort komt voor in de regenwouden van Zuid- en Midden-Amerika, met name in Mexico, Colombia en Venezuela langs bosranden en rivieroevers.

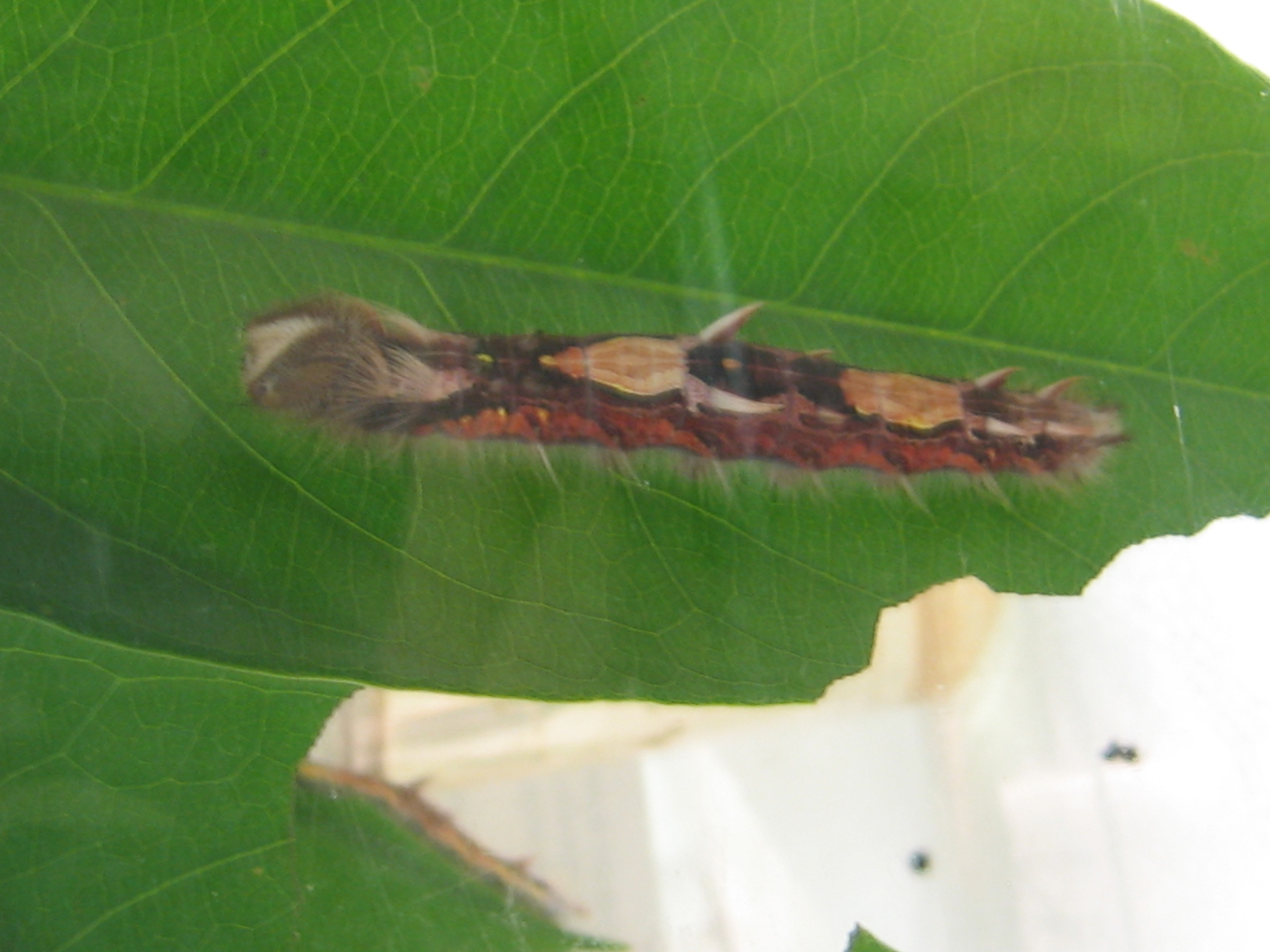
Rups

## Rups en waardplanten
De waardplanten zijn Mucuna, Dalbergia en Pterocarpus. De rupsen hebben kleurige haarbundels. Ze kunnen in noodgevallen een onaangename geurstof afscheiden uit klieren bij het eerste pootpaar.

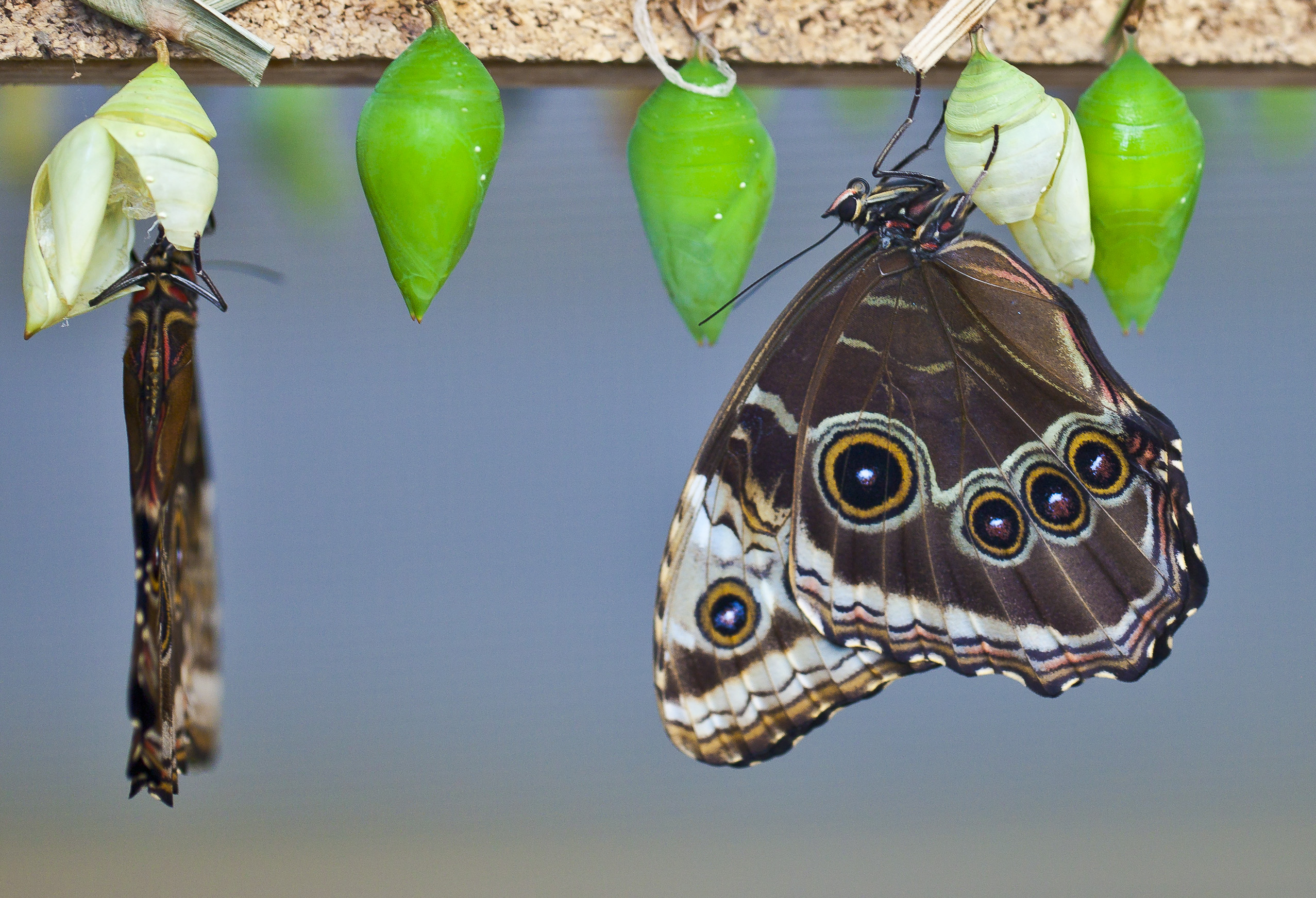
Vlinders die net uit hun felgroene pop gekropen zijn